# Anna Weiß
Anna Weiß (* 21. Juli 1998 in Hoyerswerda) ist eine deutsche Fußballspielerin.

## Karriere

### Fußballvereine
Weiß begann in Königswartha beim dort ansässigen Königswarthaer SV – gemeinsam mit Jungen – mit dem Fußballspielen. Im Jahr 2011 wechselte sie  zum 1. FFC Fortuna Dresden-Rähnitz; dort spielte sie bis zum Sommer 2014, bevor sie ein Angebot des FF USV Jena annahm. Nach einem halben Jahr für die B-Jugendmannschaft rückte sie in die Zweite Mannschaft auf, für die sie am 14. April 2015 in der Regionalliga Nordost beim 5:1-Sieg über Blau-Weiß Beelitz ihr Seniorinnendebüt gab. Nach zwei weiteren Punktspielen für die Zweite Mannschaft in der Saison 2014/15 rückte sie im Alter von 16 Jahren im Sommer 2015 in die Erste Mannschaft auf, für die sie am 11. Oktober 2015 (5. Spieltag) beim 1:1 im Heimspiel gegen den FC Bayern München ihr Profi- und Bundesligadebüt gab. Drei Wochen später, am 1. November 2015, erzielte sie ihr erstes Ligator im Seniorinnenbereich; es war der 1:0-Siegtreffer für den FF USV Jena II gegen den FC Erzgebirge Aue
Mit der Übernahme der Spiellizenz vom USV Jena am 26. Mai 2020, spielte sie – wie alle anderen Spielerinnen – seit der Saison 2020/21 für die Frauenfußballabteilung des FC Carl Zeiss Jena. Am Saisonende gelang der Aufstieg in die Bundesliga, aus der Spielklasse sie mit ihrem Verein jedoch umgehend abstieg. 2023 wechselte sie zum 1. FC Union Berlin. Mit den Eisernen gelang der direkte Durchmarsch von der drittklassigen Regionalliga in die Bundesliga.

### Leichtathletikverein
Neben dem Fußball war sie während ihrer Dresdener Zeit als Hürdenläuferin für den Dresdner SC aktiv.

## Sonstiges
Am 13. Juni 2015 wurde Weiß mit dem Pierre-de-Coubertin-Schülerpreis des Landessportbundes Thüringen ausgezeichnet. Sie besucht neben ihren aktiven Karriere das Joh.Chr.Fr. GutsMuths-Sportgymnasium in Jena. Ihr Bruder Johann spielt ebenfalls aktiv Fußball in der Jugend der SG Dynamo Dresden.